# Ambros Trient
Ambros Trient (* 31. Januar 1827 in Nürnberg; † 28. Februar 1900 wohl in München) war ein deutscher Bauingenieur und Generaldirektionsrat der königlich bayerischen Verkehrsanstalten.

## Leben
Trient war von Dezember 1851 bis April 1852 technischer Gehilfe der Sektion Würzburg bei den königlich bayerischen Verkehrsanstalten. Anschließend war er – noch immer als technischer Gehilfe – bei der königlichen Eisenbahnbaukommission in München tätig. Am 1. Juli 1857 wurde er als bisheriger Ingenieur-Praktikant zum Ingenieur-Assistenten in Würzburg befördert.
Mit Wirkung vom 1. Januar 1861 wurde er am 30. Dezember 1860 als bisheriger Abteilungsassistent beim „Oberpost- und Bahnamt von Unterfranken und Aschaffenburg“ in Würzburg nun zum Abteilungsingenieur und am 1. November 1864 zum Betriebsingenieur beim Oberpost- und Bahnamt Würzburg befördert – aber als Sektionsingenieur mit Sitz in Schweinfurt.
1869 wurde er „in gleicher Diensteigenschaft“ zur Bauabteilung der Generaldirektion nach München versetzt. In dieser Berufsphase war er 1870 Mitglied Nr. 239 des Bayerischen Architekten- und Ingenieur-Vereins. Von Februar 1872 bis Mai 1875 war Trient Bezirksingenieur. In dieser Funktion verantwortete er unter anderem die Bauleitung für den Bau des Bahnhofs in Bad Kissingen, der Bahnstrecke Schweinfurt–Meiningen und des Bayerischen Bahnhofs in Meiningen.
Später war er Oberingenieur der königlichen Verkehrsanstalten (Betriebsabteilung) in München und wurde 1889 zum Generaldirektionsrat befördert. Aus dieser Position schied er 1892 aus und ging in den Ruhestand.
Trient heiratete Theresia Hartmann (* 26. August 1831 in Nürnberg; † 6. September 1888 wohl in München).